# Jascha Urbach

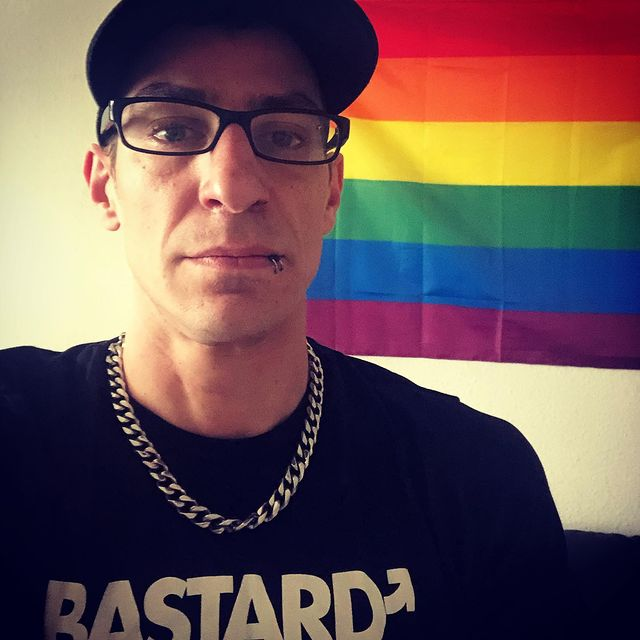
Jascha Urbach (2020)

Jascha Urbach (* 28. September 1980 in Lauterbach, Hessen als Stephan Urbach) ist ein deutscher Autor und Aktivist, der durch sein Engagement gegen das Anti-Counterfeiting Trade Agreement (ACTA) und seine Mitwirkung bei Telecomix, einer Vereinigung von Netzaktivisten, bekannt wurde. Bis 2013 war er Mitglied der deutschen Piratenpartei, in der er verschiedene Ämter innehatte.

## Leben
Urbach studierte an der Universität Frankfurt Deutsch und Geschichte. Er brach sein Studium ab und absolvierte eine Ausbildung zum Bankkaufmann. Danach arbeitete er bei der AOL-Tochter Adtech. Von 2011 bis Februar 2014 war er als Referent der Piratenfraktion im Abgeordnetenhaus von Berlin tätig. Er lebt und arbeitet als freier Autor in Berlin.
Im November 2021 verkündete Urbach, von nun an unter dem Namen Jascha Urbach zu leben. Als seine Geschlechtsidentität gibt er „demi-male“ an. Im Internet war und ist Urbach vielfach unter dem Nickname tomate unterwegs, etwa in der Piratenpartei, im IRC bei Telecomix oder auf seinem persönlichen Blog.

## Aktivitäten
Urbach fungierte bis 2013 als Sprecher für Telecomix in Deutschland, einer internationalen Gruppe, die technische Infrastruktur für den arabischen Frühling bereitstellte. Er nahm als Vertreter von Telecomix als Sachverständiger an einer Anhörung zu ACTA im Abgeordnetenhaus von Berlin teil und gab Interviews in Funk, Fernsehen und Presseorganen.
Der Sender EinsPlus behandelte seine Erlebnisse im arabischen Frühling in dem dokumentarischen Film Die Hacker und die Syrer, Arte interviewte ihn in der Reportage Der Krieg um das Internet – Hacker als Revolutionshelfer, der WDR produzierte das knapp einstündige Radiofeature Das Hacker-Syndrom über ihn. Der Spiegel veröffentlichte im April 2011 eine Reportage über seine Arbeit mit Telecomix, Taz und Zeit berichteten über seine extremen psychischen Belastungen durch den Online-Aktivismus. Letztere sind das zentrale Thema seines 2015 veröffentlichten Buchs .NEUSTART: Aus dem Leben eines Netzaktivisten.
Von Juni bis Dezember 2009 war er Vorsitzender des Kreisverbandes Main-Kinzig der Piratenpartei. Am 16. Mai 2010 wurde er in das Bundesschiedsgericht der Piratenpartei gewählt, dessen vorsitzender Richter er war. Die Jungen Piraten (jetzt: europe beyond division) ehrten ihn am 20. September 2009 mit einer Ehrenmitgliedschaft. Bei einem Treffen Urbachs mit dem früheren Verteidigungsminister Karl-Theodor zu Guttenberg im Februar 2012 wurde Guttenberg von Aktivisten mit einer Sahnetorte attackiert. Beim Bundesparteitag der Piraten im November 2012 reiste Wahlleiter Urbach vorzeitig ab und erklärte: „Das ist nicht meine Partei.“ Für die Bundestagswahl 2013 wurde Urbach auf Platz 11 der Landesliste gewählt, gab jedoch im April 2013 seinen Parteiaustritt und den Verzicht auf seinen Listenplatz bekannt.
Im Jahr 2012 unterstützte Urbach die Flüchtlinge auf dem Pariser Platz am Brandenburger Tor und später auf dem Oranienplatz in Berlin und wurde daraufhin Opfer einer Attacke von Neo-Nazis.
Für die Hommage Ein Tag mit … Sibylle Berg und Freunden inszenierte er zusammen mit Tina Lorenz im Oktober 2013 am Haus der Theaterfestspiele in Berlin die Installation Die Hackers.
Im April 2014 hielt er Vorträge am MIT Center for Civic Society, am Berkman Center for Internet & Society und beim Information Society Project der Yale Law School über Technologie, Revolutionen und Überwachung.
Im Juni 2014 schrieb er die Kolumne Dinge & Angelegenheiten für das Blank-Magazin, es blieb allerdings bei einer Ausgabe.
Im August 2016 sprach sich Urbach in einem Interview mit der HIV-Präventionskampagne Hessen ist geil gegen die Stigmatisierung HIV-positiver Menschen aus und kritisierte die existierenden Kampagnen.
Ab 2018 betrieb er nebenberuflich den Ach je Verlag mit dem Anspruch, „(junge) Autorinnen sichtbarer zu machen, die unterrepräsentierten Gruppen angehören und/oder Texte abseits der goßen Publikumsverlage produzieren“. Der Verlag wurde 2021 vom Amrûn Verlag übernommen und wird als Imprint weiter geführt.
Von Juli 2022 bis Juni 2023 schrieb Urbach die Kolumne Kann Hetenfeindlichkeit enthalten, die auf dem netzpolitischen Blog Netzpolitik.org erschien.

## Veröffentlichungen
- .NEUSTART: Aus dem Leben eines Netzaktivisten. Knaur, München 2015, ISBN 978-3-426-78729-8 (Leseprobe in der Google-Buchsuche).
- Beyond the Gate. Kurzgeschichte. In: Christian Vogt (Hrsg.): Ace in Space – Trident. Ach je, Berlin 2021, ISBN 978-3-947720-76-7, S. 90–99.